# Chrysosplenium macranthum
Chrysosplenium macranthum är en stenbräckeväxtart som beskrevs av William Jackson Hooker. Chrysosplenium macranthum ingår i släktet gullpudror, och familjen stenbräckeväxter. Inga underarter finns listade i Catalogue of Life.